# 671 (danseuse)
Pour les articles homonymes, voir Liu.
Dans ce nom chinois, le nom de famille, Liu, précède le nom personnel.
671, nom de scène de Liu Qingyi (en chinois 刘清漪), née le 19 octobre 2005, est une pratiquante chinoise de breakdance.

## Biographie
Liu Qingyi est originaire de la province d'Henan et commence à danser dans la rue à l'âge de 9 ans. En 2022, elle participe à la compétition Outbreak Europe (en) et devient la première médaillée chinoise lors d'un événement international de break dance. En octobre 2023, elle remporte la première médaille d'or en breakdance lors des jeux asiatiques, se qualifiant pour les Jeux olympiques d'été de 2024,. La même année, elle termine en finale lors du Red Bull BC One et s'incline face à la japonaise Ami Yuasa.
En 2024, elle remporte la médaille de bronze de breaking aux Jeux olympiques d'été de 2024.
Elle est médaillée d'argent aux Jeux mondiaux de 2025 à Chengdu.